# Antoine-Henri Jomini
Antoine-Henri Jomini, ruski general italijansko-švicarskega rodu, * 1779, † 1869.
Bil je eden izmed pomembnejših generalov, ki so se borili med Napoleonovo invazijo na Rusijo; posledično je bil njegov portret dodan v Vojaško galerijo Zimskega dvorca.
Pred ameriško državljansko vojno so njegova dela bila edino učno gradivo za vojaško strategijo na Vojaški akademiji West Point.
Velja tudi za enega najbolj priznanih zgodovinarjev Napoleonskih vojn.